# Concorrenza sleale (film)
Concorrenza sleale è un film del 2001 diretto da Ettore Scola.
Questo film è riconosciuto come d'interesse culturale nazionale dalla Direzione generale Cinema e audiovisivo del Ministero per i beni e le attività culturali e per il turismo italiano, in base alla delibera ministeriale del 7 marzo 2000.

## Trama
Roma, 1938: Umberto Melchiorri e Leone Della Rocca sono due commercianti di stoffa che lavorano sulla stessa via. Il primo, originario di Milano, prepara abiti su misura mentre il secondo, un ebreo romano, vende capi confezionati.
I due commercianti sono in concorrenza. Essi adottano continuamente diverse strategie per attrarre i clienti nei propri negozi e molto spesso litigano per futili motivi. Il loro pessimo rapporto subisce un cambiamento radicale dopo la promulgazione delle leggi razziali in Italia. Nel mezzo la grande amicizia tra i figli più piccoli dei due vicini, Gabriele (Lele) e Pietro, che preferiscono passare l'estate nell'assolata Roma piuttosto che separarsi, mentre fra il figlio maggiore di Melchiorri, Paolo, e Susanna Della Rocca scocca l'amore, aiutati dai fratelli minori nello scambio di lettere. Dopo le leggi razziali Umberto, che non le condivide, comincia dunque a trattare con più rispetto il "rivale", che vede ingiustamente maltrattato insieme alla propria famiglia: dagli atti vandalici al negozio, al trattamento niente affatto professionale della polizia; dalle limitazioni agli ingressi e agli spostamenti, al sequestro dei beni personali come la radio. Leone, infine, è costretto anche a chiudere il negozio. Il film si conclude con la partenza della famiglia di Leone verso il Ghetto di Roma, con i due che nel frattempo hanno stretto amicizia: lo stesso Umberto era andato a trovare Leone, quando costui, a causa delle continue persecuzioni a suo danno, si era ammalato.

## Riconoscimenti
- 2001 - David di Donatello
  - Miglior scenografia a Luciano Ricceri
- 2001 - Festival di Mosca
  - San Giorgio d'Argento per la miglior regia a Ettore Scola
- 2001 - Premio Flaiano
  - Premio Flaiano per la sceneggiatura a Furio Scarpelli